# Túrricse, Szabolcs-Szatmár-Bereg
Túrricse  este un sat în districtul Fehérgyarmat, județul Szabolcs-Szatmár-Bereg, Ungaria, având o populație de 685 de locuitori (2011). 

## Demografie
Componența etnică a satului Túrricse
     Maghiari (81,78%)
     Romi (17,8%)
     Români (0,42%)
Componența confesională a satului Túrricse
     Reformați (61,02%)
     Fără religie (8,32%)
     Greco-catolici (5,99%)
     Romano-catolici (4,23%)
     Necunoscută (20,44%)
     Alte religii (3,65%)
Conform recensământului din 2011, satul Túrricse avea 685 de locuitori. Din punct de vedere etnic, majoritatea locuitorilor (81,78%) erau maghiari, cu o minoritate de romi (17,8%).  Din punct de vedere confesional, majoritatea locuitorilor (61,02%) erau reformați, existând și minorități de persoane fără religie (8,32%), greco-catolici (5,99%) și romano-catolici (4,23%). Pentru 20,44% din locuitori nu este cunoscută apartenența confesională.